# Ерік Морель
Ерік Морель (англ. Eric Morel; 10 січня 1975) — пуерториканський професійний боксер, чемпіон світу за версією WBA (2000—2003) в найлегшій вазі.

## Аматорська кар'єра
На Іграх доброї волі 1994, програвши у півфіналі Мануелю Мантілья (Куба), завоював бронзову медаль.
На Олімпійських іграх 1996 входив до складу збірної США і програв в першому бою Маікро Ромеро (Куба) в категорії до 51 кг.

## Професіональна кар'єра
Дебютував на професійному рингу 1996 року. Здобувши 17 перемог поспіль, 17 жовтня 1998 року завоював титул чемпіона за малозначимою версією IBA у другій найлегшій вазі.
5 серпня 2000 року в бою проти Сорнпичай Кратингдаенггим (Таїланд) здобув перемогу одностайним рішенням і завоював титул чемпіона світу за версією WBA в найлегшій вазі. П'ять разів успішно захищав пояс, перш ніж 6 грудня 2003 року програв Лоренцо Парра (Венесуела).
19 березня 2005 року вийшов на бій проти чемпіона WBA в другій найлегшій вазі Мартіна Кастільйо (Мексика) і програв одностайним рішенням. Після цієї поразки взяв тривалу перерву у виступах.
13 лютого 2010 року в бою проти Джеррі Пеналоса (Філіппіни) завоював титул «тимчасового» чемпіона WBO в легшій вазі.
21 квітня 2012 року вийшов на бій за вакантний титул чемпіона WBC в другій легшій вазі проти Абнера Мареса (Мексика) і зазнав поразки одностайним рішенням.
15 вересня 2012 року вийшов на бій проти чемпіона IBF в легшій вазі Лео Санта-Круса (Мексика), програв нокаутом і завершив виступи.